# Gorzów Śląski (gmina)
Gorzów Śląski – gmina miejsko-wiejska w województwie opolskim, w powiecie oleskim. W latach 1975–1998 gmina położona była w województwie częstochowskim.
Siedziba gminy to Gorzów Śląski.
Według danych z 30 czerwca 2006 gminę zamieszkiwały 7693 osoby. Natomiast według danych z 31 grudnia 2019 roku gminę zamieszkiwało 7131 osób.

## Struktura powierzchni
Według danych z roku 2002 gmina Gorzów Śląski ma obszar 154,12 km², w tym:
- użytki rolne: 71%
- użytki leśne: 22%

Gmina stanowi 15,83% powierzchni powiatu.

## Demografia

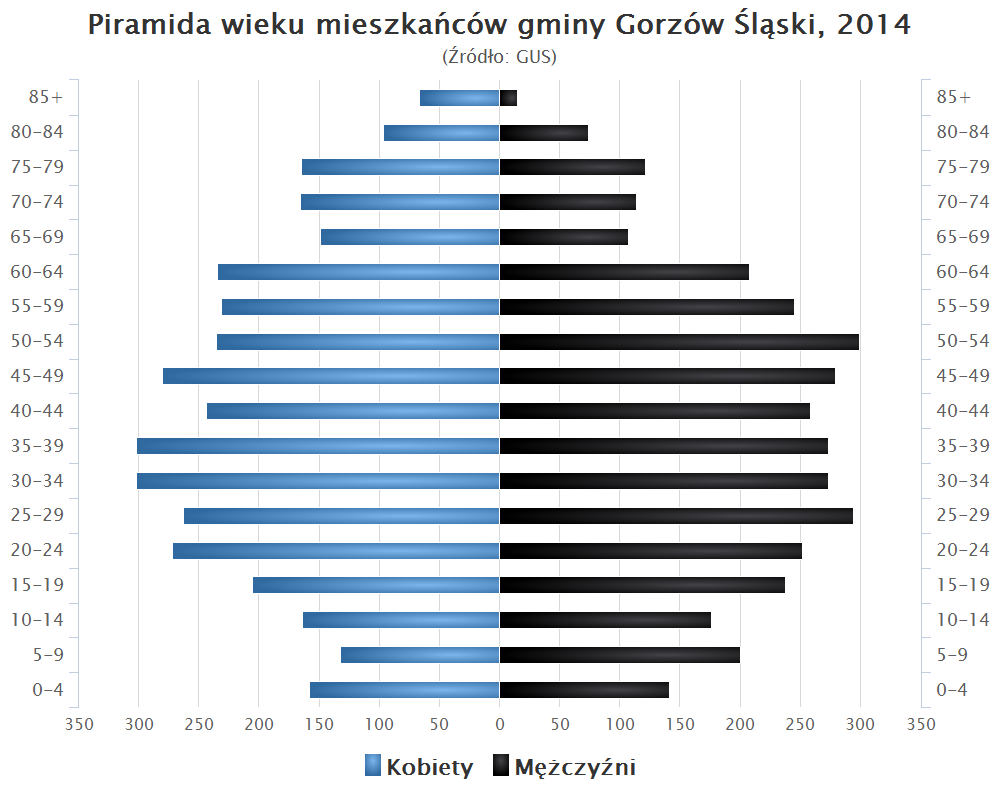
Piramida wieku mieszkańców gminy Gorzów Śląski w 2014 roku

Dane z 30 czerwca 2006:
| Opis                              | Ogółem | Ogółem | Kobiety | Kobiety | Mężczyźni | Mężczyźni |
| --------------------------------- | ------ | ------ | ------- | ------- | --------- | --------- |
| jednostka                         | osób   | %      | osób    | %       | osób      | %         |
| populacja                         | 7693   | 100    | 3931    | 51,1    | 3762      | 48,9      |
| gęstość zaludnienia (mieszk./km²) | 49,9   | 49,9   | 25,5    | 25,5    | 24,4      | 24,4      |

## Sołectwa
Budzów, Dębina, Goła, Jamy, Jastrzygowice, Kobyla Góra, Kozłowice, Krzyżanowice, Nowa Wieś, Pakoszów, Pawłowice, Skrońsko, Uszyce, Zdziechowice.

## Sąsiednie gminy
Byczyna, Kluczbork, Łubnice, Olesno, Praszka, Radłów, Skomlin